# Liste der Erzbischöfe von Bordeaux
Die folgenden Personen waren Bischöfe und Erzbischöfe von Bordeaux (Frankreich):
| Bischöfe - Oriental 314 - Heiliger Delphin 380–404 - Heiliger Amandus 404–410 und 420–432 - Heiliger Severin von Bordeaux 410 => Severin von Köln - Gallicien seit 451 - Emile seit 475 - Cyprien 485–511 - Léonce I. l’Ancien seit 520 - Léonce II. le Jeune 542–564 - Bertrand 566 bis ca. 585 - Gondégisile 589 - Nicaise - Arnegisile - Antoine - Fronton - Verevulph - Sicaire 816 bis ca. 825 - Adelelme 829 bis ca. 848 - Frotaire 860–876 - Adelbert seit 940 - Gottfried I. seit 982 - Gombaud seit 989 - Séguin seit 1000 - Arnaud 1022 - Islon de Saintes 1022–1026 - Gottfried II. 1027–1043 - Archambaud de Parthenay 1047–1059 - Andron 1059 - Joscelin de Parthenay 1060–1086 - Amat d’Oloron 1088–1102 - Arnaud Géraud de Cabanac 1103–1130 | Erzbischöfe - Gérard d’Angoulême (de Blaye) 1131–1135 - Geoffroi du Louroux 1135–1158 - Raimond de Mareuil 1158–1160 - Hardouin 1160–1162 - Bertrand de Montault 1162–1173 - Guillaume I. Le Templier 1174–1187 - Elias von Malmort 1188–1207 - Guillaume II. Amanieu de Genève 1207–1227 - Géraud de Malemort 1227–1261 - Pierre de Roncevault 1262–1270 - Simon de Rochechouart 1275–1280 (Haus Rochechouart) - Guillaume III. 1285–1287? - Henri de Genève 1289–1296 - Boson de Salignac 1296–1300 - Bertrand de Got 1300–1305 (später Papst Clemens V.) - Arnaud de Canteloup 1305 - Arnaud de Canteloup 1306–1332 - Pierre de Luc 1332–1345 - Amanieu de Cazes 1344–1348 - Bernard de Cazes 1348–1351 - Amanieu de La Mothe 1351–1360 - Philippe de Chambarlhac 1360–1361 - Hélie de Salignac 1361–1378 - Guillaume IV. 1378–1379 - Raimond Bernard de Roqueis 1380–1384 - François de Benévent 1384–1389 - François Hugotion de Aguzzoni 1389–1412 - David de Montferrand 1414–1430 - Pierre Berland 1430–1456 - Blaise Régnier de Gréelle 1456–1467 - Arthur de Montauban 1467–1478 - André d’Espinay 1478–1500 - Jean de Foix 1501–1529 - Gabriel de Gramont 1529–1530 - Charles de Gramont 1530–1544 - Jean du Bellay 1544–1553 - Jean de Montluc 1550 - François de Mauny 1553–1558 - Jean du Bellay 1558–1560 - Antoine Prévost de Sansac 1560–1591 - Jean Le Breton 1592–1599 - François d’Escoubleau de Sourdis 1599–1628 - Henri d’Escoubleau de Sourdis 1629–1645 - Henry de Béthune 1646–1680 (Haus Béthune) - Louis d’Anglure de Bourlemont 1680–1697 - Armand Bazin de Bezons 1698–1719 - François-Elie Voyer de Paulmy d’Argenson 1719–1728 - François-Honoré de Casaubon de Maniban 1729–1743 - Louis-Jacques d’Audibert de Lussan 1744–1769 - Ferdinand Maximilien Mériadec de Rohan-Guéméné 1769–1781 (auch Erzbischof von Cambrai) - Jérôme Champion de Cicé 1781–1790 (1802) - Pierre Pacareau 1791–1797 - Dominique Lacombe 1797–1801 - Charles-François d’Aviau Du Bois de Sanzay (1802–1826) - Jean-Louis Kardinal Lefebvre de Cheverus (1826–1836) - François Kardinal Donnet (1836–1882) - François de La Bouillerie (1872–1882) (Koadjutor) - Aimé-Victor-François Kardinal Guilbert (1883–1889) - Victor Kardinal Lécot (1890–1908) - Pierre-Paulin Kardinal Andrieu (1909–1935) - Maurice Feltin (1935–1949) (später Erzbischof von Paris) - Paul Kardinal Richaud (1950–1968) - Marius Maziers (1968–1989) - Pierre Kardinal Eyt (1989–2001) - Jean-Pierre Kardinal Ricard (2001–2019) - Jean-Paul James (seit 2019) |